# Armijska grupa Kövess
Armijska grupa Kövess (njem. Armeegruppe Kövess) je bila vojna formacija austrougarske vojske u Prvom svjetskom ratu. Tijekom Prvog svjetskog rata djelovala je na Istočnom bojištu.

## Povijest
Armijska grupa Kövess formirana je u kolovozu 1914. godine. Njezinim zapovjednikom imenovan je general pješaštva Hermann Kövess, kojemu je načelnik stožera bio potpukovnik Egon Zeidler. Armijska grupa raspoređena je na Istočno bojište gdje je prema austrougarskom ratnom planu trebala držati položaje dok na bojište ne stigne stožer i preostali dio 2. armije koji je na Balkanskom bojištu sudjelovao u početnim operacijama protiv Srbije. U sastav armijske grupe ušli su III. korpus kojim je zapovijedao general pješaštva Emil Colerus, te XII. korpus pod zapovjedništvom generala pješaštva Hermanna Kövessa koji je ujedno zapovijedao i armijskom grupom. U sastavu grupe nalazile su se i 11. pješačka, 43. zaštitna i 20. honvedska divizija, te 1. 5. i 8. konjička divizija koje su bile pod neposrednim armijskim zapovjedništvom.
Tijekom kolovoza 1914. Armijska grupa Kövess sudjeluje u Galicijskoj bitci i to u borbama kod Zloczowa. Nakon što je 25. kolovoza 1914. na Istočno bojište stigao stožer 2. armije Armijska grupa Kövess je rasformirana, te je veći dio njenih jedinica ušao u sastav 2. armije.

## Ponovno formiranje
Armijska grupa Kövess je ponovno formirana 16. veljače 1915. godine. Grupa je pod zapovjedništvom Hermanna Kövessa formirana oko jedinica XII. korpusa, te je u sastavu Armijskog odreda Woyrsch držala dio bojišta prema ruskoj Poljskoj. U svibnju 1915. armijska grupa sudjeluje u ofenzivi Gorice-Tarnow tijekom koje jedinice armijske grupe prodiru sjeverno od Visle, te početkom kolovoza 1915. zauzimaju Ivangorod. Potom prelaze rijeku Bug, te sudjeluju u borbama sjeverno od Pripjatskih močvara.

Armijska grupa Kövess rasformirana je krajem rujna 1915, nakon što je njezin zapovjednik Hermann Kövess imenovan zapovjednikom 3. armije.

## Zapovjednici
Hermann Kövess (kolovoz 1914., veljača - rujan 1915.) 

## Bitke
Galicijska bitka (23. kolovoza – 11. rujna 1914.)
Ofenziva Gorlice-Tarnow (1. svibnja – 18. rujna 1915.)

## Vojni raspored Armijske grupe Kövess u kolovozu 1914.
Zapovjednik: general pješaštva Hermann Kövess 

- III. korpus (genpj. Emil Colerus)
  - 6. pješačka divizija (podmrš. Gelb von Siegesstern)
  - 28. pješačka divizija (podmrš. Kralicek)
  - 22. landverska divizija (podmrš. Krauss-Elislago)

- XII. korpus (genpj. Hermann Kövess)
  - 16. pješačka divizija (podmrš. Paukert)
  - 35. pješačka divizija (podmrš. Njegovan)
  - 38. honvedska divizija (podmrš. Karg von Bebenburg)

- Pod neposrednim armijskim zapovjedništvom
  - 11. pješačka divizija (podmrš. Pokorny)
  - 43. zaštitna divizija (podmrš. Schmidt von Georgenegg)
  - 20. honvedska divizija (podmrš. Csanady)
  - 1. konjička divizija (podmrš. Peteani von Steinberg)
  - 5. honvedska konjička divizija (podmrš. Froreich)
  - 8. konjička divizija (podmrš. Lehmann)

## Vojni raspored Armijske grupe Kövess u svibnju 1915.
Zapovjednik: general pješaštva Hermann Kövess

- XII. korpus (genpj. Hermann Kövess)
  - 35. pješačka divizija (podmrš. Podhoránszky)
  - 16. pješačka divizija (podmrš. Schariczer)
  - 9. konjička divizija (genkonj. Hauer)
  - 7. konjička divizija (podmrš. Micewski)
  - Grupa Goldbach (podmrš. Goldbach)

## Vanjske poveznice
(eng.) Armijska grupa Kövess na stranici Austrianphilately.com  Arhivirana inačica izvorne stranice od 7. listopada 2014. (Wayback Machine)

(eng.) Armijska grupa Kövess na stranici Austro-Hungarian-Army.co.uk

(češ.) Armijska grupa Kövess na stranici Valka.cz